# Агинага, Алекс
А́лекс Дари́о Агина́га Гарсо́н (исп. Álex Darío Aguinaga Garzón; род. 9 июля 1968, Ибарра) — эквадорский футболист, атакующий полузащитник, в 2005 году завершивший карьеру. Участник чемпионата мира 2002 года. В настоящий момент работает тренером.

## Клубная карьера
Алекс выпускник футбольной академии эквадорского клуба «Депортиво Кито». К играм за основной состав, Агинагу начали привлекать с 16 лет. За команду полузащитник отыграл более 150 матчей и забил около 50 мячей во всех турнирах. Алекса активно просматривали скауты европейских клубов. Во время предсезонного турне Агинага впечатлил своей игрой Фабио Капелло, но всех опередила мексиканская «Некакса», подписав контракт с молодым полузащитником за небольшую сумму отступных в 1989 году.
Почти всю свою футбольную карьеру Алекс провёл в «Некаксе», став для клуба настоящей легендой и проведя в команде 14 лет карьеры. С «Некаксой» полузащитник выиграл 3 чемпионата.
В 1995 году в финале против «Крус Асуль», Агинага забил гол и помог своей команде выиграть чемпионство. 3 октября 1999 года Алекс приносит победу в финале Лиги чемпионов КОНКАКАФ, забивая гол в матче против «Алахуэленсе», 2-1. Эта победа позволяет мексиканскому клубу впервые в истории участвовать в Клубном чемпионате мира. На турнире Агинага забивает два гола. Первый гол был забит в ворота бразильского «Васко да Гама», но команда проиграла 2-1. Второй гол полузащитник забил в матче за третье место против мадридского «Реала», сравняв счет в матче и позволив перевести игру в дополнительное время и серию пенальти, где сильнее оказались мексиканцы. Это достижение считается одной важнейших побед команды на международном уровне. После чемпионата Алекса хотят приобрести миланский «Интер» и обиженный эквадорцем «Реал», но Агинага отклоняет предложения, оставаясь верным своему клубу. В возрасте 35 лет полузащитник принимает решение покинуть клуб. За «Некаксу» Алекс сыграл более 500 матчей во всех турнирах и забив около 100 мячей во всех соревнованиях.
После 14 лет проведенных в Мексике, Алекс получает мексиканское гражданство. В 2003 году он заключает годичный контракт с клубом
«Крус Асуль». Он провёл за команду 13 матчей, не забив ни одного мяча. После окончания сезона Агинага покинул клуб и вернулся на родину подписав контракт с «ЛДУ Кито»
В новом клубе Алекс провёл один сезон, выиграв с новым клубом эквадорский чемпионат. За ЛДУ полузащитник провёл 71 матч и забил 9 мячей.

## Международная карьера
5 марта 1987 года в товарищеском матче против сборной Кубы Агинага дебютировал за сборную Эквадора, в том же поединке он забил свой первый гол за национальную команду. На протяжении многих лет Алекс являлся капитаном сборной.
В 2001 году в матче против сборной Уругвая голевая передача Алекса на Ивана Кавьедеса помогла сборной Эквадора впервые в истории квалифицироваться на Чемпионат мира 2002 года. В 2002 году Агинага попал в заявку сборной на поездку в Японию и Южную Корея на мировое первенство. На турнире он сыграл в матчах против команд Хорватии, Мексики и Италии.
В 2004 году он в рекордный восьмой раз принял участие в Кубке Америки, сыграв на этих турнирах в общей сложности 25 матчей.

## Тренерская карьера
В 2011 году стал работать помощником тренера в мексиканской «Америке». В том же году начал самостоятельно тренировать гуаякильскую «Барселону». В 2016 году тренировал ЛДУ Кито.

### Голы за сборную Эквадора
| №  | Дата             | Место                                              | Противник  | Счёт | Результат | Соревнование                     |
| -- | ---------------- | -------------------------------------------------- | ---------- | ---- | --------- | -------------------------------- |
| 1  | 5 марта 1987     | Эстадио Педро Марреро, Гавана, Куба                | Куба       | 1:2  | 1:2       | Товарищеский матч                |
| 2  | 7 июня 1988      | Альбукеркске Спортс Стэдиум, Альбукерке, США       | США        | 0:1  | 0:1       | Товарищеский матч                |
| 3  | 10 июня 1988     | Хьюстон, США                                       | США        | 0:1  | 0:2       | Товарищеский матч                |
| 4  | 15 июня 1988     | Сан-Педро-Сула, Гондурас                           | Гондурас   | 1:1  | 1:1       | Товарищеский матч                |
| 5  | 24 сентября 1989 | Монументаль Исидро Ромеро Карбо, Гуаякиль, Эквадор | Парагвай   | 1:1  | 3:1       | Чемпионат мира 1990 квалификация |
| 6  | 30 июня 1991     | Национальный стадион, Сантьяго, Чили               | Чили       | 3:1  | 3:1       | Товарищеский матч                |
| 7  | 9 июля 1991      | Эстадио Саусалита, Винья-дель-Мар, Чили            | Уругвай    | 0:1  | 1:1       | Кубок Америки по футболу 1991    |
| 8  | 13 июля 1991     | Эстадио Саусалита, Винья-дель-Мар, Чили            | Боливия    | 1:0  | 4:0       | Кубок Америки по футболу 1991    |
| 9  | 15 июня 1993     | Эстадио Олимпико, Кито, Эквадор                    | Венесуэла  | 6:1  | 6:1       | Кубок Америки по футболу 1991    |
| 10 | 22 июня 1993     | Эстадио Олимпико, Кито, Эквадор                    | Уругвай    | 2:1  | 2:1       | Кубок Америки по футболу 1991    |
| 11 | 6 июля 1996      | Национальный стадион, Сантьяго, Чили               | Чили       | 1:1  | 4:1       | Чемпионат мира 1998 квалификация |
| 12 | 1 сентября 1996  | Эстадио Олимпико, Кито, Эквадор                    | Венесуэла  | 1:0  | 1:0       | Чемпионат мира 1998 квалификация |
| 13 | 12 февраля 1997  | Эстадио Олимпико, Кито, Эквадор                    | Уругвай    | 1:0  | 4:0       | Чемпионат мира 1998 квалификация |
| 14 | 2 апреля 1997    | Национальный стадион, Лима, Перу                   | Перу       | 1:1  | 1:1       | Чемпионат мира 1998 квалификация |
| 15 | 30 апреля 1997   | Монументаль Ривер Плейт, Буэнос-Айрес, Аргентина   | Аргентина  | 2:1  | 2:1       | Чемпионат мира 1998 квалификация |
| 16 | 20 августа 1997  | Эстадио Олимпико, Кито, Эквадор                    | Парагвай   | 1:1  | 2:1       | Чемпионат мира 1998 квалификация |
| 17 | 10 сентября 1997 | Фонте-Нова, Салвадор, Бразилия                     | Бразилия   | 3:1  | 4:2       | Товарищеский матч                |
| 18 | 29 марта 2000    | Эстадио Касабланка, Кито, Эквадор                  | Венесуэла  | 2:0  | 2:0       | Чемпионат мира 2002 квалификация |
| 19 | 26 апреля 2000   | Морумби, Сан-Паулу, Бразилия                       | Бразилия   | 0:1  | 3:2       | Чемпионат мира 2002 квалификация |
| 20 | 22 января 2002   | Майами Оранж Боул, Майами, США                     | Канада     | 1:0  | 2:0       | Золотой кубок КОНКАКАФ 2002      |
| 21 | 22 января 2002   | Майами Оранж Боул, Майами, США                     | Канада     | 2:0  | 2:0       | Золотой кубок КОНКАКАФ 2002      |
| 22 | 20 ноября 2002   | Эстадио Олимпико, Кито, Эквадор                    | Коста-Рика | 1:2  | 2:2       | Товарищеский матч                |
| 23 | 2 июня 2003      | Эстадио Беллависта, Амбато, Эквадор                | Гватемала  | 2:0  | 2:0       | Товарищеский матч                |

## Достижения
- Чемпион Мексики (3): 1994/95, 1995/96, Зима 1998
- Обладатель Кубка Мексики: 1995
- Обладатель трофея Чемпион чемпионов Мексики: 1995
- Чемпион Эквадора: Апертура 2005
- Победитель Лиги чемпионов КОНКАКАФ: 1999
- Кубок обладателей кубков КОНКАКАФ: 1994